# Emergency Response Team
Ein Emergency Response Team (auch: Incident response team) einer Organisation oder einer Behörde kann noch vor Eintreffen der eigentlichen Hilfskräfte bei einer Katastrophe oder Großschadenslage eingesetzt werden, um den Umfang und die Einsatzorte der Hilfskräfte zu erkunden und in Zusammenarbeit mit bereits aktiven Helfern vorzubereiten. Dies trifft regelmäßig vor international zu koordinierenden Hilfseinsätzen zu. Diese Teams setzen sich neben Fachkräften entsprechend der Notlage und Kommunikationsspezialisten vor allem aus Logistikern zusammen, die abschätzen können, wie weit die vorhandene Infrastruktur, z. B. eines Flughafens, noch genutzt werden kann.
Der Begriff wird vor allem bei Organisationen verwendet, die im weiteren Sinne im Katastrophenschutz tätig sind; aber auch für Teams, die  ausschließlich Polizei- oder Feuerwehraufgaben erfüllen.

## Beispiele
- Emergency Response Team des UNHCR[L 1] – weltweite UNO-Flüchtlingshilfe

- Gemeinsames Melde- und Lagezentrum (BRD, Bund) – Deutschland
- Canada’s RCMP Emergency Response Team[L 2]
  - Ontario Volunteer Emergency Response Team[L 3]
- USA:
  - Incident Command System (ICS) – für Feuerwehreinsätze
  - US National Response Team (NRT)[L 4] – für Gefahrstoffunfälle (USA; englisch)